# Kerygmachela kierkegaardi
La cherigmachela (Kerygmachela kierkegaardi) è un animale estinto, dalle affinità incerte, vissuto nel Cambriano inferiore (circa 520 milioni di anni fa). I suoi resti sono stati ritrovati nel giacimento di Sirius Passet, in Groenlandia.

## Descrizione
L'aspetto bizzarro di questo animale è dovuto principalmente alle due appendici cefaliche, prive di articolazioni ma molto allungate e recanti lunghe spine. Il corpo è ricoperto da file alternate di tubercoli e da annulazioni trasversali lungo l'asse, al quale sono attaccati undici paia di lobi laterali e di zampe “lobopodi”. La regione caudale è corta e regge due lunghe spine. Sembra che questo animale possedesse una muscolatura circolare intorno al corpo e un condotto longitudinale posto dorsalmente.

## Classificazione
La specie Kerygmachela kierkegaardi è stata descritta nel 1998 da Graham Budd, ed è stata rinvenuta nella formazione Buen a Sirius Passet, in Groenlandia. Le caratteristiche presenti in questo animale hanno suggerito ai paleontologi di porlo nel gruppo dei lobopodi (Lobopoda), attualmente rappresentato dagli onicofori, dai tardigradi e forse dai pentastomidi. Nel Cambriano questi animali erano rappresentati da molteplici forme, conosciute nei giacimenti di Burgess Shale in Canada (Hallucigenia, Aysheaia, Anomalocaris, Opabinia, Laggania) e di Chengjiang in Cina (Luolishania, Onychodictyon, Microdictyon, Paucipodia, Amplectobelua e lo stesso Anomalocaris). Nel giacimento di Sirius Passet è presente un altro lobopode, Pambdelurion. Tutte queste forme, però, potrebbero rappresentare un gruppo parafiletico alla base del clade degli artropodi biramati.
Nicholas Butterfield, in uno studio del 1999, ha suggerito che Kerygmachela possa essere strettamente imparentata con l'artropode di Burgess Leanchoilia, per la presenza di lunghe appendici in entrambe le forme.